# Vaccinium pedicellatum
Vaccinium pedicellatum är en ljungväxtart som beskrevs av Fletcher. Vaccinium pedicellatum ingår i Blåbärssläktet, och familjen ljungväxter. Inga underarter finns listade i Catalogue of Life.